# Марцін Бащинський
Марцін Бащинський (пол. Marcin Baszczyński; нар. 7 червня 1977, Руда-Шльонська) — польський футболіст, що грав на позиції захисника.
Виступав, зокрема, за клуб «Вісла» (Краків), а також національну збірну Польщі.
Шестиразовий чемпіон Польщі. Триразовий володар Кубка Польщі. Володар Суперкубка Польщі.

## Клубна кар'єра
У дорослому футболі дебютував 1994 року виступами за команду клубу «Погонь» (Руда-Шльонська), в якій провів один сезон.
Протягом 1995—2000 років захищав кольори команди клубу «Рух» (Хожув).
Своєю грою за останню команду привернув увагу представників тренерського штабу клубу «Вісла» (Краків), до складу якого приєднався 2000 року. Відіграв за команду з Кракова наступні дев'ять сезонів своєї ігрової кар'єри. Більшість часу, проведеного у складі краківської «Вісли», був основним гравцем захисту команди.
Згодом з 2009 по 2013 рік грав у складі команд клубів «Атромітос» та «Полонія».
Завершив професійну ігрову кар'єру у 2013 році у клубі «Рух» (Хожув), у складі якого вже виступав раніше.

## Виступи за збірну
У 2000 році дебютував в офіційних матчах у складі національної збірної Польщі. Протягом кар'єри у національній команді, яка тривала 7 років, провів у формі головної команди країни 35 матчів, забивши 1 гол.
У складі збірної був учасником чемпіонату світу 2006 року у Німеччині.

## Титули і досягнення
- Чемпіон Польщі (6):

«Вісла» (Краків): 2000-01, 2002-03, 2003-04, 2004-05, 2007-08, 2008-09
- Володар Кубка Польщі (3):

«Рух» (Хожув): 1995-96
«Вісла» (Краків): 2001-02, 2002-03
- Володар Кубка Польської Ліги (1):

«Вісла» (Краків): 2001
- Володар Суперкубка Польщі (1):

«Вісла» (Краків): 2001